# Pine Township (comté de Columbia, Pennsylvanie)
Pour les articles homonymes, voir Pine Township.
Pine Township est un township, situé au nord-ouest du comté de Columbia, en Pennsylvanie, aux États-Unis,. En 2010, il comptait une population de 1 046 habitants.

## Démographie
Lors du recensement de 2010, le township comptait une population de 1 026 habitants. Elle est estimée, en 2018, à 1 308 habitants.

### Source de la traduction
- (en) Cet article est partiellement ou en totalité issu de l’article de Wikipédia en anglais intitulé « Pine Township, Columbia County, Pennsylvania » (voir la liste des auteurs).